# Dejan Stanković
Dejan Stanković (Kirin Serbia: Дејан Станковић, phát âm tiếng Serbia-Croatia: [dějan stǎːŋkoʋitɕ], sinh ngày 11 tháng 9 năm 1978) là một cựu cầu thủ và huấn luyện viên bóng đá chuyên nghiệp người Serbia.
Anh ấy là đội trưởng đội tuyển quốc gia Serbia từ năm 2007 đến năm 2011, khi anh ấy tuyên bố từ giã sự nghiệp thi đấu quốc tế. Stanković bắt đầu sự nghiệp của mình tại Sao Đỏ Belgrade, trước khi gia nhập Lazio vào năm 1998. Anh ấy đã có hơn 5 năm gắn bó với câu lạc bộ sau này trước khi gia nhập Inter Milan, nơi anh ấy gắn bó cho đến khi giải nghệ vào năm 2013.
Stanković nổi tiếng là cầu thủ duy nhất đại diện cho ba quốc gia tại FIFA World Cup - Nam Tư, Serbia và Montenegro, và Serbia.

## Thiếu thời
Stanković lớn lên ở Zemun, một khu đô thị thuộc Beograd. Cả ba và mẹ anh, Borislav và Dragica, đều có một nền tảng bóng đá vững chắc.

## Sự nghiệp câu lạc bộ
Stanković bắt đầu đá bón cho FK Teleoptik, một câu lạc bộ gần Zemun. Khi anh được huấn luyện viên của Sao Đỏ là Branko Radović, Stanković khi đó chỉ mới 14 tuổi đã được chuyển sang đội trẻ của Sao Đỏ Beograd.

### Sao Đỏ Beograd
Stanković sau đó đã tốt nghiệp từng hạng dành cho từng lứa tuổi tại câu lạc bộ quê nhà. Ở đội trẻ, anh được dẫn dắt bởi huấn luyện viên Pižon Petrović, chơi cùng với các cầu thủ chuyên nghiệp trong tương lai là Nikola Lazetić và Nenad Lalatović.
Trong mùa giải 1994–95, Stanković được ra sân thi đấu lần đầu tiên nhờ sự cho phép của huấn luyện viên trưởng Ljupko Petrović trong trận đấu với đội bóng đối thủ OFK Beograd. Cùng với các cầu thủ Rambo Petković, Darko Kovačević, và Nebojša Krupniković để giành vị trí dẫn đầu cho đội bóng, cầu thủ 16 tuổi Dejan được ra sân bảy lần khi đội bóng của anh giành chức vô địch mùa giả. Bàn thắng đầu tiên của anh ghi là vào lưới đội Budućnost Podgorica, sớm giúp anh trở thành một cầu thủ thường xuyên trong đội hình và được người hâm mộ ưa thích. Trước khi mùa giải 1997–98 bắt đầu, anh trở thành đội trưởng khi được 19 tuổi, đây là đội trưởng nhỏ tuổi nhất trong lịch sử câu lạc bộ.
Trong suốt đầu thập niên 90, Sao Đỏ bị cấm thi đấu quốc tế do lệnh cấm vận của Liên Hiệp quốc áp đặt lên Nam Tư, điều này khiến cho đội không thể thi đấu ở các giải châu Âu. Lệnh cấm bị bãi bỏ vào mùa 1996–97, và Stanković đóng vai trò quan trọng trong chiến thắng trước đội Kaiserslautern trong Cup Winners' Cup.

### Lazio
Vào mùa hè năm 1998, Stanković chuyển tới Lazio với giá 24 triệu euro, nơi anh ghi bàn trong trận ra mắt Serie A trước Piacenza vào ngày 13 tháng 9 năm 1998.  Trong những năm đó, Lazio đã thành công Đội hình-sao với những cầu thủ đẳng cấp thế giới ở hầu hết mọi vị trí, nhưng Stanković nhanh chóng chiếm được suất thường xuyên ở đội một bất chấp sự cạnh tranh từ Pavel Nedvěd , Juan Sebastián Verón và Roberto Mancini .  Anh ấy tạo thành một sự kết hợp tiền vệ đáng gờm với Verón người Argentina và Diego Simeonevà là một phần không thể thiếu trong đội bóng thành công của Lazio vào đầu thập kỷ.  Tốc độ làm việc và những màn trình diễn ấn tượng đã mang lại cho anh biệt danh " Il Dragone " ("Con rồng").  Anh ấy đã có 5 mùa giải rưỡi thành công trong màu áo Biancoceleste của Rome - vô địch Serie A 1999–2000, Coppa Italia 1999–2000, Supercoppa Italiana 1998 và 2000, UEFA Cup Winners' Cup 1998–99, và Siêu cúp châu Âu năm 1999  - trước khi có bước chuyển mình lớn khi chuyển đến Inter Milan vào tháng 2 năm 2004.

### Inter Milan

#### 2004–2008
Khi Stanković bắt đầu mùa giải 2003-04 tại Lazio, đội bóng này đang phải đối phó với tình trạng khó khăn về tài chính và buộc phải bán đi nhiều cầu thủ tốt nhất của đội. Các đội bóng lớn ở châu Âu biết rằng câu lạc bộ sẽ phải bán cầu thủ trung vệ trong tương lai gần, do đó đã diễn ra cuộc canh tranh gay gắt quyền ký hợp đồng với cầu thủ này trong thời gian chuyển nhượng mùa đông 2003–04. Ban đầu, Juventus là đội bóng được lựa chọn hàng đầu cho chữ ký của Stanković thậm chí với cả hợp đồng sợ bộ được ký giữa hai bên được công bố vào đầu tháng 1 năm 2004, nhưng cuối cùng anh đã chọn Inter Milan. Việc chuyển nhượng anh là một phần của thoả thuận trực tiếp trị giá €4 cùng với cầu thủ quốc tế Macedonia Goran Pandev (thêm 50% hợp đồng của Pandev).
Vào đầu tháng 2 năm 2004, Stanković chơi trận ra mắt cho Inter dưới thời huấn luyện viên trưởng Alberto Zaccheroni, trận đấu ở Serie A trên sân nhà với Siena kết thúc với tỷ số 4–0. Vào ngày 21 tháng 2 năm 2004, anh ghi một bàn thắng ngoạn mục trực tiếp từ một quả phạt góc để đưa Inter vươn lên dẫn trước 1–0 trong trận Derby della Madonnina gặp đối thủ khốc liệt Milan. Inter kết thúc mùa giải ở vị trí thứ tư, do đó đủ điều kiện tham dự Champions League. Tuy nhiên, chủ tịch Massimo Moratti của Inter không bị thuyết phục với việc Zaccheroni chia tay đội vào cuối mùa giải vì cảm giác thiếu tin tưởng; Mancini, người từng được đồn đại, sau đó được Moratti đưa về từ vụ khủng hoảng tài chính ở Lazio. Vào mùa hè năm 2004, Stanković tái hợp với một gương mặt quen khác từ Lazio - Siniša Mihajlović.
Vào ngày 7 tháng 5 năm 2006, Stanković chơi trận thứ 100 cho Inter. Sau mùa hè tại World Cup 2006, anh ấy đã có phong độ xuất sắc ngay từ đầu mùa giải Serie A 2006–07, ghi một số bàn thắng quyết định. Cú đúp của anh ấy vào lưới Catania và bàn thắng đáng nhớ vào lưới đối thủ cùng thành phố Milan  chỉ càng làm tăng thêm vai trò trung tâm của anh ấy trong một đội sẽ vô địch giải đấu trong một mùa giải kỷ lục. Anh gia hạn hợp đồng vào ngày 2 tháng 2 năm 2007, với Inter đảm bảo các dịch vụ của anh cho đến ít nhất là năm 2010.

#### Mùa giải 2008–09
Tháng 6, 2008, đồng thời với sự thay đổi mới trên ghế huấn luyện viên trưởng của Inter là José Mourinho, nhiều suy đoán về sự ra đi Stanković cùng với Adriano, Hernán Crespo, David Suazo, và Nicolás Burdisso) sắp xảy ra, do được cho là không được coi trọng. bởi huấn luyện viên người Bồ Đào Nha mới đến cũng như mối liên hệ chặt chẽ mà tiền vệ người Serbia có được với huấn luyện viên trước đó. Sau đó vào cuối tháng 6, sau khi có báo cáo rằng Stanković được Mourinho thông báo rằng anh ấy sẽ không được phép tham gia đợt tập huấn trước mùa giải ở South Tyrol , và nhiều báo cáo về sự quan tâm của Juventus, có vẻ như Stanković chắc chắn đang trên đường ra đi.  Báo chí đưa tin về việc Stanković đang chờ đến Juventus, đã khiến người hâm mộ của câu lạc bộ phản đối và kiến nghị trực tuyến, vì họ sẽ không tha thứ cho việc anh ta từ chối câu lạc bộ vào tháng 1 năm 2004 cũng như những màn ăn mừng công khai sau sự kiện Chức vô địch Serie A 2005–06 đã bị tước khỏi Juventus và trao cho Inter sau vụ bê bối Calciopoli. Thỏa thuận với Juve đã thất bại trong vài ngày vì nhiều lý do khác, và Stanković đột nhiên được cho là rất vui khi ở lại Inter. Tuy nhiên, cuộc đàm phán chuyển nhượng tạm thời được khơi mào lại bởi lời đề nghị của Mourinho vào giữa tháng 7 năm 2008 rằng "Stanković không phải là cầu thủ giống như anh ấy ở Lazio".
Stanković, tuy nhiên, vẫn ở lại câu lạc bộ để chiến đấu cho một vị trí trong đội của Mourinho.  Vào ngày 19 tháng 10 năm 2008, Stanković đã ghi một bàn thắng tuyệt vời trong trận Inter đánh bại Roma của Luciano Spalletti với tỷ số 4–0 tại Stadio Olimpico. Sau khi nhận đường chuyền từ Sulley Muntari, anh đưa bóng vượt qua thủ môn Roma, ghi bàn thứ 24 trên mọi đấu trường cho Nerazzuri, qua đó chấm dứt cơn hạn hán bàn thắng kéo dài một năm. Trong các cuộc phỏng vấn sau trận đấu, Stanković nói về niềm vui của anh ấy khi trở lại hoàn toàn phong độ sau mùa giải trước chấn thương, cũng cảm ơn Mourinho đã cho anh ấy một cơ hội, ngay cả sau khi cả hai không ra sân thuận lợi trong mùa hè giảm giá. Vào tháng 12 năm 2008, Stanković, giờ là một phần không thể thay thế nơi tuyến giữa của Mourinho, đã có một màn trình diễn khác về phong độ được tái khám phá của anh ấy trước Chievo trên sân nhà: đầu tiên là một đường chuyền cho Maxwell để mở tỷ số trận đấu, tiếp theo là một Bàn thắng của riêng anh ấy cho 2–0 với một cú sút đầu tiên từ rìa vòng cấm, và cuối cùng là một pha kiến tạo từ cánh phải cho Zlatan Ibrahimović khi Inter ghi bàn ấn định chiến thắng 4–2.
Vào ngày 7 tháng 2 năm 2009, Stanković kỷ niệm lần thứ 200 ra sân cho Inter trên mọi đấu trường trong trận đấu với Lecce trên sân khách. Inter hạ đội mới lên hạng 3–0 khi Stanković đánh đầu ghi bàn thứ ba sau đường chuyền từ quả phạt trực tiếp của Maicon. Phong độ tốt trong cả mùa giải của Stanković tiếp tục được duy trì khi anh ghi bàn thắng thứ hai cho Internazionale vào lưới Milan trong trận Derby Milan lần thứ 270 vào ngày 15 tháng 2. Đây hóa ra là bàn thắng quyết định sau khi Alexandre Pato gỡ lại một bàn. Inter tiếp tục giành được danh hiệu thứ tư liên tiếp.
Tại Champions League, Inter phải đi tiếp vào vòng hai sau khi thua hai trận cuối vòng bảng trước Panathinaikos và Werder Bremen. Ở vòng loại trực tiếp đầu tiên (vòng 16), họ đã để thua Manchester United trong một trận đấu khó khăn. Stanković đã chơi trọn vẹn 90 phút trong trận lượt đi tại San Siro, thể hiện rất tích cực. Trong trận lượt về tại Old Trafford, Stanković bắt đầu trận đấu và có một hiệp một sôi động, với hai cơ hội ghi bàn bị bỏ lỡ. Phút 58, khi Man United dẫn trước 2–0, và Inter buộc phải rượt đuổi tỷ số, Mourinho rút Stanković ra và đưa tiền đạo Adriano vào.

#### Mùa giải 2009–10: Mùa giải ăn ba

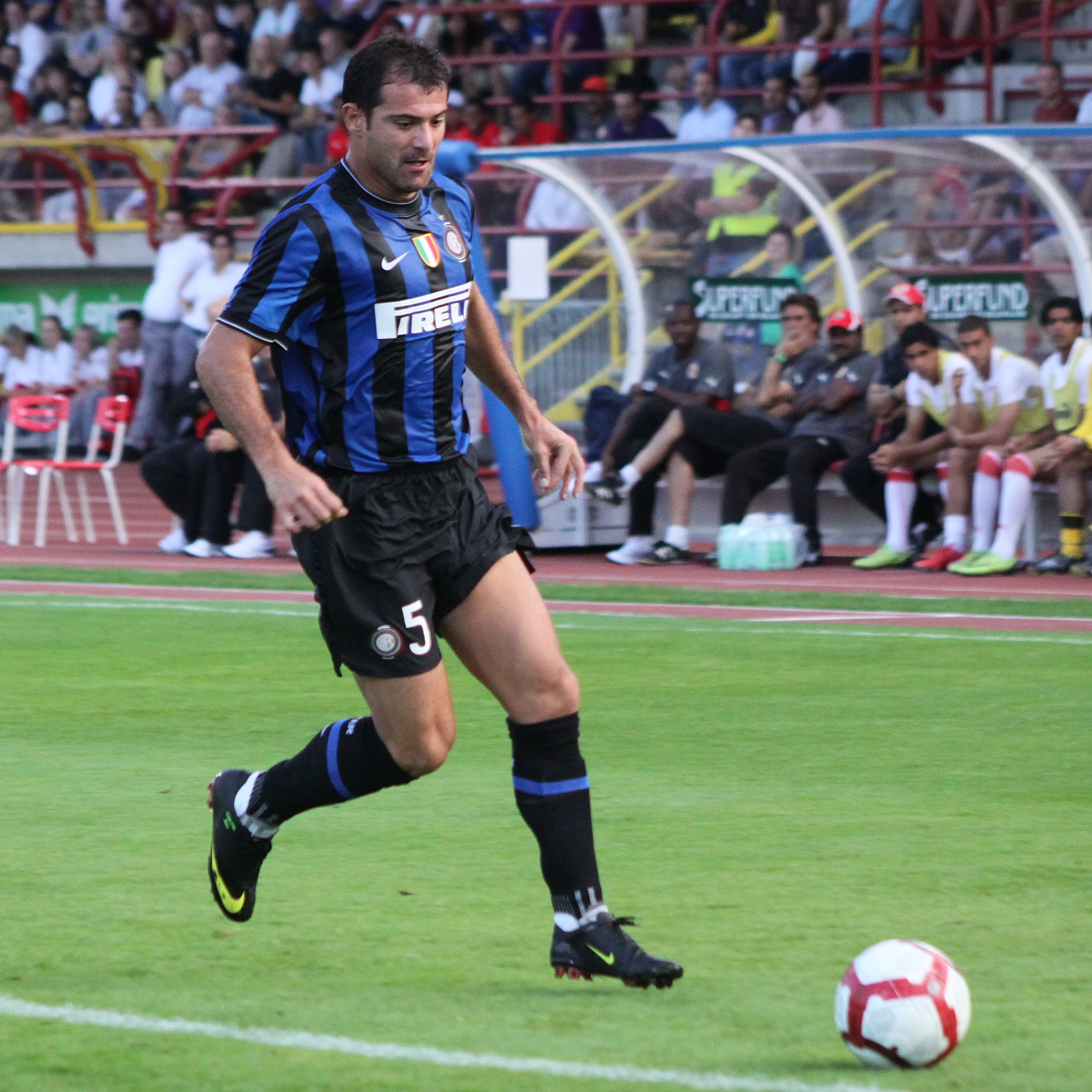
Stanković thi đấu cho Inter năm 2009.

Mùa giải 2009–10 đã bắt đầu tốt cho Stanković. Trong trận derby Milan vào ngày 29 tháng 8, anh chơi ở vị trí sâu hơn để thay thế cho Esteban Cambiasso đang bị chấn thương. Tuy nhiên, anh đã ghi bàn thắng thứ tư cho Inter và là bàn thắng thứ hai trong trận derby Milan liên tiếp với tỷ số 4–0, một pha lập công ngoạn mục ở cự ly 30 mét sau khi nhanh chóng nhận đường chuyền của Sulley Muntari. Sau đó, anh ghi bàn vào lưới Rubin Kazan và Udinese để tiếp tục duy trì phong độ bùng nổ của mình dưới thời José Mourinho.
Anh cũng ghi một bàn thắng tuyệt vời từ cự ly 54 mét trong trận thắng 5–0 trước Genoa, sút thẳng vào lưới sau sự cản phá của Marco Amelia. Vào cuối mùa giải, Stanković đã giành được cú ăn ba lịch sử với Inter, chinh phục Serie A, Coppa Italia và Champions League.

#### Mùa giải 2010–11
Thi đấu dưới thời tân huấn luyện viên trưởng Rafael Benítez, Stanković tiếp tục vai trò tiền vệ quen thuộc của mình. Vào ngày 28 tháng 11 năm 2010, Stanković lập hat-trick trong chiến thắng 5–2 ấn tượng trước Parma tại San Siro.
Tại FIFA Club World Cup 2010 ở Abu Dhabi vào giữa tháng 12, Stanković đã chơi trận bán kết xuất sắc trước Seongnam, ghi bàn mở tỷ số và thi đấu tốt.  Tuy nhiên, mặc dù vậy, Benítez quyết định cho tiền vệ này vào ghế dự bị trong trận chung kết với TP Mazembe, chỉ đưa anh vào sân thay Christian Chivu ở phút 54. Benítez sớm bị sa thải mặc dù đã giành được danh hiệu, và vài tuần sau, Stanković bày tỏ sự thất vọng trước quyết định của người Tây Ban Nha để anh ngồi dự bị trong trận chung kết. Trong cùng một trường hợp, mặc dù đã công khai ủng hộ huấn luyện viên bị coi thường vài tháng trước đó, Stanković nói rằng Benítez chỉ đơn giản là "không làm việc" ở Inter.
Dưới thời huấn luyện viên trưởng mới đến Leonardo, Stanković tiếp tục vai trò của mình ở hàng tiền vệ. Stanković ghi bàn thắng đầu tiên dưới thời tân huấn luyện viên trên sân nhà trong trận đấu với Bologna vào giữa tháng Giêng, và sau đó tiếp tục với phong độ tương tự trên sân khách trước Udinese, ghi bàn mở tỷ số trong trận đấu mà Inter thua 3-1. Trong trận tứ kết Coppa Italia với Napoli vào ngày 26 tháng 1, Stanković bị thương ở cơ đùi.  Anh ấy trở lại trong trận đấu tại Serie A với Sampdoria vào ngày 27 tháng 2 khi Inter thắng 2–0. Inter đã hồi phục tốt khi đuổi theo đội dẫn đầu giải đấu là AC Milan, giành được hai điểm trước trận derby Milan, nhưng thua thảm hại 0–3.
Stanković đã ghi một cú vô-lê ngoạn mục từ giữa đường vào lưới Schalke 04 trong trận lượt đi tứ kết Champions League vào ngày 5 tháng 4 năm 2011 khi thủ môn Manuel Neuer băng ra ngoài vòng cấm để thực hiện một cú đánh đầu táo bạo khiến nó đi đến nửa đường biên, một mục tiêu mở như một mục tiêu cho cú vô-lê lần đầu tiên chắc chắn của Stanković (xem tuyệt phẩm của Stanković). Tuy nhiên, Inter thua trận đấu đó với tỷ số 2-5 trên sân nhà và trở thành cựu vương của giải đấu. Vào ngày 19 tháng 4, trong trận bán kết lượt đi Coppa Italia, Stanković ghi bàn ấn định chiến thắng bằng một pha sút xa ngoạn mục khác, tung cú vô lê chân ngọt ngào vượt qua sự lao xuống tuyệt vọng của thủ môn. Stanković chơi trọn 90 phút trong trận Chung kết Coppa Italia 2011, giành danh hiệu cuối cùng với Inter.

#### Nghỉ hưu
Stanković đã chơi thêm hai mùa giải ở Inter mà không chạm đến đỉnh cao. Vào ngày 6 tháng 7 năm 2013, anh ấy thông báo lời chia tay với người hâm mộ Inter thông qua một bức thư được đăng trên trang web chính thức của câu lạc bộ. Anh ấy đã ra sân tổng cộng 326 lần cho Inter, ghi được 42 bàn thắng. Năm 2019, anh được giới thiệu vào Đại sảnh Danh vọng của Inter Milan.

## Sự nghiệp huấn luyệnThống kê sự nghiệp

### Câu lạc bộ
| Câu lạc bộ          | Mùa giải            | Giải vô địch                  | Giải vô địch | Giải vô địch | Cúp  | Cúp | Châu lục | Châu lục | Khác | Khác | Tổng cộng | Tổng cộng |
| Câu lạc bộ          | Mùa giải            | Hạng đấu                      | Trận         | Bàn          | Trận | Bàn | Trận     | Bàn      | Trận | Bàn  | Trận      | Bàn       |
| ------------------- | ------------------- | ----------------------------- | ------------ | ------------ | ---- | --- | -------- | -------- | ---- | ---- | --------- | --------- |
| Sao Đỏ Belgrade     | 1994–95             | First League of FR Yugoslavia | 7            | 0            | 0    | 0   | 0        | 0        | 0    | 0    | 7         | 0         |
| Sao Đỏ Belgrade     | 1995–96             | First League of FR Yugoslavia | 24           | 4            | 4    | 1   | 2        | 0        | 0    | 0    | 30        | 5         |
| Sao Đỏ Belgrade     | 1996–97             | First League of FR Yugoslavia | 26           | 10           | 6    | 1   | 5        | 2        | 0    | 0    | 37        | 13        |
| Sao Đỏ Belgrade     | 1997–98             | First League of FR Yugoslavia | 28           | 15           | 7    | 3   | 4        | 3        | 0    | 0    | 39        | 21        |
| Sao Đỏ Belgrade     | Tổng cộng           | Tổng cộng                     | 85           | 29           | 17   | 5   | 11       | 5        | 0    | 0    | 113       | 39        |
| Lazio               | 1998–99             | Serie A                       | 29           | 4            | 5    | 1   | 7        | 4        | 1    | 0    | 42        | 9         |
| Lazio               | 1999–2000           | Serie A                       | 16           | 3            | 4    | 0   | 11       | 2        | 1    | 0    | 32        | 5         |
| Lazio               | 2000–01             | Serie A                       | 21           | 0            | 2    | 1   | 9        | 0        | 1    | 0    | 33        | 1         |
| Lazio               | 2001–02             | Serie A                       | 27           | 7            | 4    | 0   | 5        | 1        | 0    | 0    | 36        | 8         |
| Lazio               | 2002–03             | Serie A                       | 29           | 6            | 2    | 0   | 7        | 0        | 0    | 0    | 38        | 6         |
| Lazio               | 2003–04             | Serie A                       | 15           | 2            | 4    | 2   | 8        | 0        | 0    | 0    | 27        | 4         |
| Lazio               | Tổng cộng           | Tổng cộng                     | 137          | 22           | 21   | 4   | 47       | 7        | 3    | 0    | 208       | 33        |
| Inter Milan         | 2003–04             | Serie A                       | 14           | 4            | 2    | 0   | 0        | 0        | 0    | 0    | 16        | 4         |
| Inter Milan         | 2004–05             | Serie A                       | 31           | 3            | 6    | 0   | 10       | 3        | 0    | 0    | 47        | 6         |
| Inter Milan         | 2005–06             | Serie A                       | 23           | 2            | 7    | 2   | 8        | 2        | 0    | 0    | 38        | 6         |
| Inter Milan         | 2006–07             | Serie A                       | 34           | 6            | 3    | 0   | 7        | 0        | 1    | 0    | 45        | 6         |
| Inter Milan         | 2007–08             | Serie A                       | 21           | 1            | 3    | 0   | 6        | 0        | 1    | 0    | 31        | 1         |
| Inter Milan         | 2008–09             | Serie A                       | 31           | 5            | 1    | 0   | 5        | 0        | 1    | 0    | 38        | 5         |
| Inter Milan         | 2009–10             | Serie A                       | 29           | 3            | 1    | 0   | 12       | 2        | 1    | 0    | 43        | 5         |
| Inter Milan         | 2010–11             | Serie A                       | 26           | 5            | 3    | 1   | 7        | 2        | 4    | 1    | 40        | 9         |
| Inter Milan         | 2011–12             | Serie A                       | 19           | 0            | 0    | 0   | 5        | 0        | 1    | 0    | 25        | 0         |
| Inter Milan         | 2012–13             | Serie A                       | 3            | 0            | 0    | 0   | 0        | 0        | 0    | 0    | 3         | 0         |
| Inter Milan         | Tổng cộng           | Tổng cộng                     | 231          | 29           | 26   | 3   | 60       | 9        | 9    | 1    | 326       | 42        |
| Tổng cộng sự nghiệp | Tổng cộng sự nghiệp | Tổng cộng sự nghiệp           | 453          | 80           | 64   | 12  | 118      | 21       | 12   | 1    | 647       | 114       |

### Quốc tế[9]
| Đội tuyển quốc gia  | Năm                 | Trận | Bàn |
| ------------------- | ------------------- | ---- | --- |
| Nam Tư / Serbia     | 1998                | 10   | 3   |
| Nam Tư / Serbia     | 1999                | 7    | 3   |
| Nam Tư / Serbia     | 2000                | 8    | 0   |
| Nam Tư / Serbia     | 2001                | 6    | 2   |
| Nam Tư / Serbia     | 2002                | 8    | 0   |
| Nam Tư / Serbia     | 2003                | 4    | 1   |
| Nam Tư / Serbia     | 2004                | 6    | 2   |
| Nam Tư / Serbia     | 2005                | 7    | 0   |
| Nam Tư / Serbia     | 2006                | 11   | 2   |
| Nam Tư / Serbia     | 2007                | 5    | 0   |
| Nam Tư / Serbia     | 2008                | 6    | 0   |
| Nam Tư / Serbia     | 2009                | 7    | 0   |
| Nam Tư / Serbia     | 2010                | 10   | 2   |
| Nam Tư / Serbia     | 2011                | 7    | 0   |
| Nam Tư / Serbia     | 2012                | 0    | 0   |
| Nam Tư / Serbia     | 2013                | 1    | 0   |
| Tổng cộng sự nghiệp | Tổng cộng sự nghiệp | 103  | 15  |

#### Bàn thắng quốc tế
| #                                  | Ngày                               | Địa điểm                                               | Đối thủ                            | Bàn thắng                          | Kết quả                            | Giải đấu                           | Nguồn  |
| Bàn thắng cho Nam Tư               | Bàn thắng cho Nam Tư               | Bàn thắng cho Nam Tư                                   | Bàn thắng cho Nam Tư               | Bàn thắng cho Nam Tư               | Bàn thắng cho Nam Tư               | Bàn thắng cho Nam Tư               | Nguồn  |
| ---------------------------------- | ---------------------------------- | ------------------------------------------------------ | ---------------------------------- | ---------------------------------- | ---------------------------------- | ---------------------------------- | ------ |
| 1                                  | 22 April 1998                      | Stadion Crvena Zvezda, Belgrade, CHLB Nam Tư           | Hàn Quốc                           | 1–1                                | 3–1                                | Giao hữu                           | [ 10 ] |
| 2                                  | 22 April 1998                      | Stadion Crvena Zvezda, Belgrade, CHLB Nam Tư           | Hàn Quốc                           | 2–1                                | 3–1                                | Giao hữu                           | [ 10 ] |
| 3                                  | 2 September 1998                   | Čair Stadium, Niš, CHLB Nam Tư                         | Thụy Sĩ                            | 1–0                                | 1–1                                | Giao hữu                           | [ 10 ] |
| 4                                  | 1 September 1999                   | Lansdowne Road, Dublin, Cộng hòa Ireland               | Cộng hòa Ireland                   | 1–1                                | 2–1                                | Vòng loại UEFA Euro 2000           | [ 10 ] |
| 5                                  | 8 September 1999                   | Philip II Arena, Skopje, Macedonia                     | Macedonia                          | 0–3                                | 2–4                                | Vòng loại UEFA Euro 2000           | [ 10 ] |
| 6                                  | 9 October 1999                     | Stadion Maksimir, Zagreb, Croatia                      | Croatia                            | 1–2                                | 2–2                                | Vòng loại UEFA Euro 2000           | [ 10 ] |
| 7                                  | 6 June 2001                        | Svangaskarð, Toftir, Quần đảo Faroe                    | Quần đảo Faroe                     | 0–1                                | 0–6                                | Vòng loại FIFA World Cup 2002      | [ 10 ] |
| 8                                  | 6 June 2001                        | Svangaskarð, Toftir, Quần đảo Faroe                    | Quần đảo Faroe                     | 0–3                                | 0–6                                | Vòng loại FIFA World Cup 2002      | [ 10 ] |
| Bàn thắng cho Serbia và Montenegro | Bàn thắng cho Serbia và Montenegro | Bàn thắng cho Serbia và Montenegro                     | Bàn thắng cho Serbia và Montenegro | Bàn thắng cho Serbia và Montenegro | Bàn thắng cho Serbia và Montenegro | Bàn thắng cho Serbia và Montenegro | Nguồn  |
| 9                                  | 16 November 2003                   | Kazimierz Górski Stadium, Płock, Ba Lan                | Ba Lan                             | 2–1                                | 4–3                                | Giao hữu                           | [ 10 ] |
| 10                                 | 13 October 2004                    | Stadion Crvena Zvezda, Belgrade, Serbia and Montenegro | San Marino                         | 2–0                                | 5–0                                | Vòng loại FIFA World Cup 2006      | [ 10 ] |
| 11                                 | 13 October 2004                    | Stadion Crvena Zvezda, Belgrade, Serbia and Montenegro | San Marino                         | 3–0                                | 5–0                                | Vòng loại FIFA World Cup 2006      | [ 10 ] |
| 12                                 | 27 May 2006                        | Stadion Crvena Zvezda, Belgrade, Serbia và Montenegro  | Uruguay                            | 1–0                                | 1–1                                | Giao hữu                           | [ 10 ] |
| Bàn thắng cho Serbia               | Bàn thắng cho Serbia               | Bàn thắng cho Serbia                                   | Bàn thắng cho Serbia               | Bàn thắng cho Serbia               | Bàn thắng cho Serbia               | Bàn thắng cho Serbia               | Nguồn  |
| 13                                 | 11 October 2006                    | Stadion Crvena Zvezda, Belgrade, Serbia                | Armenia                            | 1–0                                | 3–0                                | Vòng loại UEFA Euro 2008           | [ 10 ] |
| 14                                 | 5 June 2010                        | Stadion Partizana, Belgrade, Serbia                    | Cameroon                           | 2–2                                | 4–3                                | Giao hữu                           | [ 10 ] |
| 15                                 | 3 September 2010                   | Tórsvøllur, Tórshavn, Quân đảo Faroe                   | Quần đảo Faroe                     | 0–2                                | 0–3                                | Vòng loại UEFA Euro 2012           | [ 10 ] |

## Thống kê huấn luyện
Tính đến ngày 20 tháng 3 năm 2022
| Red Star Belgrade | Serbia    | 21 December 2019 | nay\| style="text-align:center" \|111 | 85  | 18 | 8  | 266 | 68  | +198 | 076,58 | 85     | 18 | 8  | 266 | 68  | +198 | 076,58 |        |
| Tổng cộng         | Tổng cộng | Tổng cộng        | Tổng cộng                             | 111 | 85 | 18 | 8   | 266 | 68   | +198   | 076,58 | 85 | 18 | 8   | 266 | 68   | +198   | 076,58 |

## Danh hiệu

### Cầu thủ

#### Câu lạc bộ

##### Sao Đỏ Beograd
- Yugoslav First League: 1994–95
- Yugoslav Cup: 1995, 1996, 1997

##### Lazio
- Serie A: 1999–2000
- Coppa Italia: 2000
- Supercoppa Italiana: 1998, 2000
- UEFA Cup Winners' Cup: 1999
- UEFA Super Cup: 1999

##### Inter Milan
- Serie A: 2005–06, 2006–07, 2007–08, 2008–09, 2009–10
- Coppa Italia: 2003–04, 2004–05, 2005–06, 2009–10
- Supercoppa Italiana: 2005, 2006, 2008, 2010
- UEFA Champions League: 2009–10
- FIFA Club World Cup: 2010

#### Cá nhân
- Đội hình của mùa giải ESM: 2006–07
- Cầu thủ Serbia của Năm: 2006, 2010 [12]
- Inter Milan Hall of Fame: 2019

### Huấn luyện viên

#### Red Star Belgrade
- Serbian SuperLiga: 2019–20, 2020–21
- Serbian Cup: 2020–21